# Îles Tanga
Les îles Tanga sont un groupe d'îles d'origine volcanique en Mélanésie. Elles font partie de la Papouasie Nouvelle Guinée.
Elles furent nommées Oraison par Bougainville et Refugio par Mourelle.

## Source
« Îles Tanga », dans Pierre Larousse, Grand dictionnaire universel du XIXe siècle, Paris, Administration du grand dictionnaire universel, 15 vol., 1863-1890 [détail des éditions].

## Voir saussi